# Juan de Goyeneche y Aguerrevere
Pour les autres membres de la famille, voir Goyeneche.
Juan de Goyeneche y Aguerrevere, né à Irurita (vallée de Baztan en Navarre) en 1741 et décédé à Arequipa (Pérou) en 1813, est un militaire, politicien et commerçant espagnol.
Juan de Goyeneche est né dans le village navarrais d'Irurita le 26 janvier 1741. Héritier des seigneuries sur les maisons nobles d'Indacoechea, Goyenechea, Grajitena, Iturreguia et Aguerreberea d'Irurita ; sur celles d'Arraioz et Maritorena situées à Aniz, celle d'Iturralde à Zurraure de Ziga, toutes dans la vallée de Baztan. Il se rendit dans la vice-royauté du Pérou pour prendre en charge les milices disciplinaires d'Arequipa où il s'installa et fonda une famille.
Il débarqua en 1768 dans le port de Callao et, après s'être mis aux ordres du vice-roi Manuel de Amat y Junyent, s'acquit une hacienda dans la ville d'Arequipa.
En 1772, il épouse Maria Josefa de Barreda et Benavides, d'ascendance espagnole, fille du maître de camp Don Nicolas de Barreda et Obando, un des plus grands propriétaires terriens d'Arequipa.

## Activité commerciale
Juan de Goyeneche devient rapidement fortuné accumulant des biens et devenant un riche propriétaire minier. Il achète de nombreuses terres, maisons et mines d'argent. Il prend la fonction de trésorier de la société minéralogique d'Arequipa.
Il se consacre également à l'activité commerciale, devenant, en association avec ses parents Bernardo de Gamio et Mateo Cossío, un des plus importants négociants du Pérou. Il se consacre essentiellement à l'importation de produits manufacturés d'Europe et à l'exportation de matières premières et d'eau-de-vie. Il a des correspondants dans plusieurs pays d'Amérique et d'Europe. Durant des années il est le résident d'Arequipa qui reçoit le revenu le plus élevé.
En 1808 et 1813 il contribue, par la remise d'importantes sommes qu'il envoyait en Espagne, à suppléer aux dépenses majeures occasionnées par la guerre d'indépendance contre les Français. À la fin du XVIIIe siècle, il soutient aussi économiquement la guerre d'Espagne contre les Anglais.

## Activité militaire
Il fut nommé capitaine de la huitième compagnie du premier bataillon du régiment d'infanterie d'Arequipa. Il participe à la répression du mouvement de Tupac Amaru. En 1788 il est nommé capitaine des grenadiers et en 1796 sergent major.

## Activité politique
Dans son ambition politique à la vice-royauté, Goyeneche a été élu maire d'Arequipa puis juge.
Après quatre années d'une maladie grave, il meurt le 27 février 1813, laissant cinq enfants :
- Pedro Mariano de Goyeneche[1] (Audience royale de Lima)
- José Manuel[2] (Lieutenant général des armées royales et premier comte de Guaqui)
- José Sébastián[3] (évêque d'Arequipa, archevêque de Lima et primat du Pérou)
- Juan Mariano[4] (militaire, financier et commerçant)
- Mª Presentación.